# Ålsjön (Västrums socken, Småland)
Ålsjön är en sjö i Västerviks kommun i Småland och ingår i Botorpsströmmens huvudavrinningsområde. Sjön har en area på 2,92 kvadratkilometer och ligger 12,1 meter över havet. Sjön avvattnas av vattendraget Botorpsströmmen (Tynnsån).

## Delavrinningsområde
Ålsjön ingår i det delavrinningsområde (639265-154320) som SMHI kallar för Utloppet av Ålsjön. Medelhöjden är 25 meter över havet och ytan är 17,61 kvadratkilometer. Räknas de 54 avrinningsområdena uppströms in blir den ackumulerade arean 992,57 kvadratkilometer. Avrinningsområdets utflöde Botorpsströmmen (Tynnsån) mynnar i havet. Avrinningsområdet består mestadels av skog (71 %). Avrinningsområdet har 3,03 kvadratkilometer vattenytor vilket ger det en sjöprocent på 17,2 %.